# 84225 Verish
84225 Verish este un asteroid din centura principală, aflat la 2,0174295 UA de Pământ.

## Caracteristici
Asteroidul Verish prezintă o orbită caracterizată de o semiaxă majoră de 2,3642400 UA și de o excentricitate de 0,1466410, înclinată cu 4,56597° față de ecliptică. Perioada sa orbitală este de 1 327,79 de zile (3,64 ani), iar viteza sa orbitală medie este de 19,37081907 km/s.
A fost descoperit pe 12 septembrie 2002 de către Robert Matson.
Asteroidul a primit numele geologului american Robert S. (Bob) Verish, căutător de meteoriți și observator de meteori.